# مسدودکننده کانال کلسیم
مسدودکنندهٔ کانال کلسیمی (به انگلیسی: Calcium channel blocker) گروهی از داروها هستند که ورود کلسیم به داخل سلول و خروج کلسیم از ذخایر سلولی را مهارمی‌کنند. این داروها موجب کاهش سرعت هدایت دهلیزی-بطنی و سینوسی-دهلیزی و شل‌شدن عضلات دیواره قلب و عضلات صاف عروق می‌شوند. اتصال کلسیم به میوزین برای انقباض عضلات صاف جدار عروق ضروری است. 

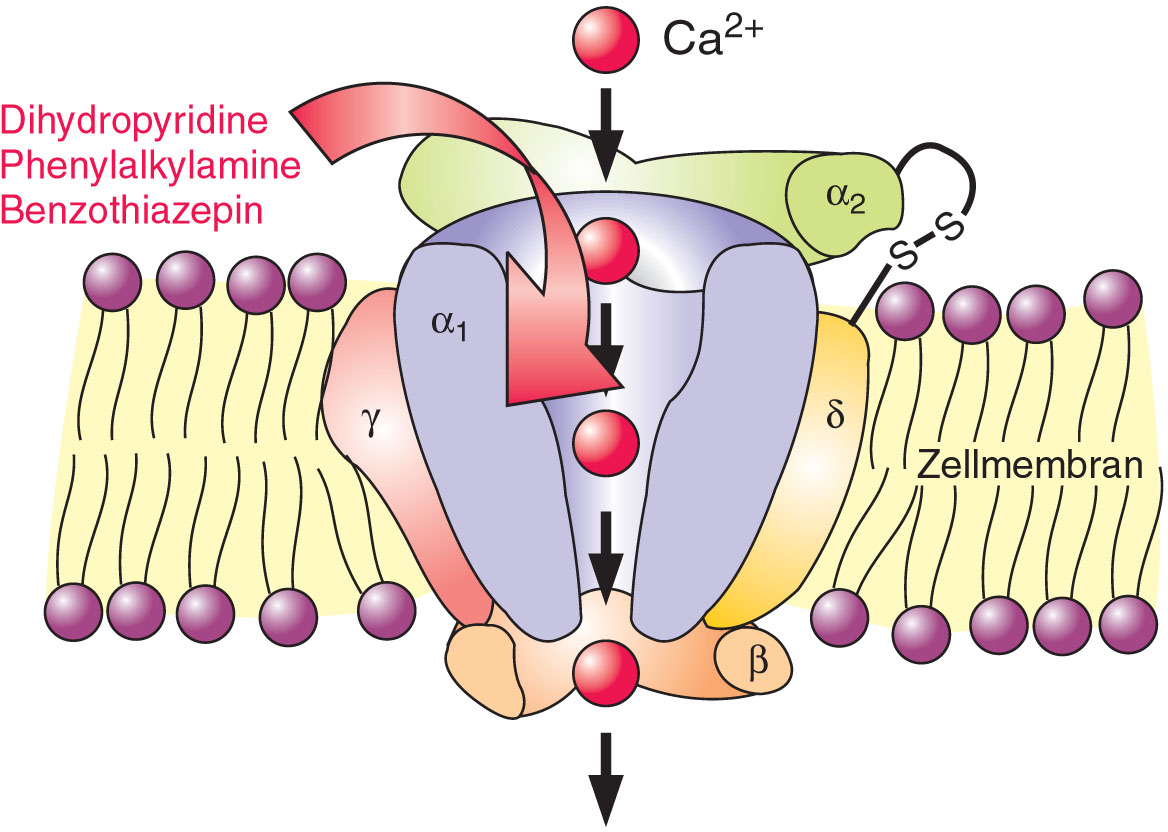
یک کانال کلسیمی که بر روی غشای یک یاخته قرار دارد.

این داروها در مداوای بیماری‌های شریان‌های کرونری از جمله آنژین صدری، آریتمی قلبی، زیادی فشار‌خون و بیماری‌های عروق انتهایی کاربرددارند. ازجمله این داروها دیلتیازم، وراپامیل، نیمودیپین، نیفدیپین و آملودیپین است.

## طبقه بندی
این داروها به دو گروه تقسیم‌بندی می‌شوند؛ دی هیدروپیریدین‌ها و سایر داروها:
دی هیدروپیریدین‌ها: آملودیپین، نیمودیپین، نیفدیپین، نیلودیپین، ریودیپین
فنیل آلکیل آمین: وراپامیل
بنزوتیازپین: دیلتیازم